# Wardruna
Wardruna es un grupo musical noruego creado por el artista Kvitrafn, exmiembro de las bandas black metal Gorgoroth, Skuggsjá, Jotunspor, Ildkrig, Mortify, Bak de Syv Fjell, Sigfader, Dead to This World, Sahg, Det Hedenske Folk y Malice in Wonderland.
De temática antigua y rescatando tradiciones ya casi olvidadas, ha logrado recrear el poder del rito rúnico de vitkar y seidkonas entre otros.

## Historia
El grupo se lanzó en 2003 culminando con la creación en 2009 de Runaljod - gap var Ginnunga. Dicho álbum se centra en ocho runas significativas:
- Hagal
- Bjarkan
- Thurs
- Jara
- Laukr
- Kauna
- Algir
- Dagr

Cada álbum está dirigido a un conjunto de ocho runas del "alfabeto" futhark.

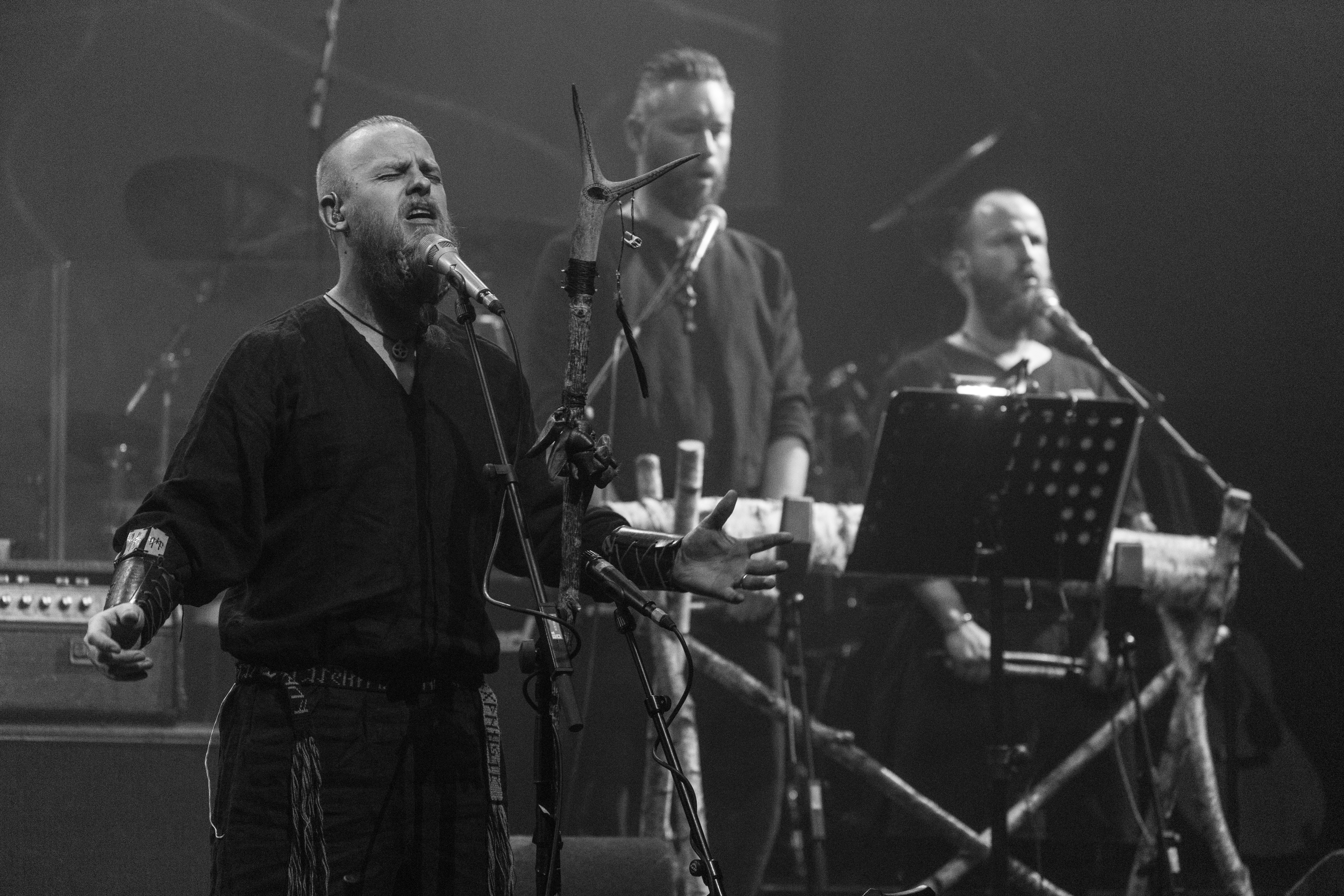
Wardruna en el Festival Roadburn de 2015 en Tilburgo, Países Bajos.

## Discografía
- 2009 - Runaljod – gap var Ginnunga
- 2011 - Runaljod – gap var Ginnunga (Edición LP)
- 2013 - Runaljod – Yggdrasil
- 2016 - Runaljod – Ragnarok
- 2018 - Skald (álbum)
- 2021 - Kvitravn
- 2025 - Birna

## Miembros
- Kvitrafn: letras, voces, todos los instrumentos (excepto fiddle)
- Lindy Fay Hella: voces
- Hallvard Kleiveland: fiddle noruego
- John Stenersen: Moraharpa